# Moment (uitgeverij)
Moment is de naam van een Vlaamse uitgeverij in Deurne die slechts enkele jaren heeft bestaan.
Enkele uitgaven:
- Sylvain Bélanger: Subtiele waarnemingen binnen een therapeutische context. (2003)
- Dora Van Gelder: Elfen, een subtiele realiteit. (2002)
- Mario Corradini Energetische klanken, initiatie en therapie. (2002)